# Timati
Timur Ildarovich Yunusov (Moscou, Rússia em 15 de Agosto de 1983), mais conhecido pelo seu nome artístico Timati (em russo: Тимати), é um russo rapper, cantor e compositor, produtor musical, ator e empresário. Ele colaborou com artistas americanos como Snoop Dogg, Busta Rhymes, P. Diddy e seu grupo Diddy - Dirty Money, Xzibit, Mario Winans, Fat Joe, Anthony Z, Eve e Timbaland.

## Início da vida
Timur Ildarovich Yunusov (em russo: Тимур Ильдарович Юнусов) nasceu em 15 de agosto de 1983, em Moscou, União Soviética para uma família etnicamente mista de Tatar Ildar Yunusov pai e mãe judia Simona Yunusova (née Chervomorskaya), ele também tem um mais novo irmão, Artyom. Seu nome artístico atual "Timati" foi preso com ele desde que ele era jovem. Yunusov morava em Los Angeles, durante 3 anos, e agora ele vive em Moscou. A pedido urgente de seu avô, o compositor e maestro Yakov Chervomorsk, Timur se formou a partir de uma classe de violino na Escola de Música de quatro anos State University -. Higher School of Economics, mas desistiu no terceiro ano. Mais tarde, ele tornou-se associado com o plantel YPS. O primeiro single saiu com Konaldo.

## Carreira
Tornou-se conhecido com a comunidade russa da música reality show Star Factory 4, mas antes que ele colaborou com Detsl. Membro do grupo Banda (em russo:. Банда; lit "Gang") e co-fundador da VIP 77. Boate B-Club Ex-propriedade, o bar Preto outubro e as lojas Ё-Life. Também é o CEO da sua própria gravadora chamada "Black Star Inc". Em 2006, foi destaque no calor produzido por Fyodor Bondarchuk. Em 2008, Timati foi destaque em uma música Fat Joe chamado "Ponha U Take It", também com Nox e Raul, produzido por Scott Storch, que faz referência Jacob Arabo. Em 2008, Mario Winans destaque Timati no single "Forever". Timati, em 2009, apresentou Snoop Dogg no single "Groove On".
'Mike' David Michael é atualmente produtor de Timati no Reino Unido. Responsável pela colaboração de Timati com artistas estrangeiros, como Snoop Dogg e Mario Winans, ele é responsável por grande parte da popularidade Western Timati.
No Verão de 2011, ele liderou as paradas mais europeus com um único "Welcome to St. Tropez" vs DJ Antoine e feat. Kalenna Harper de Diddy - Dirty Money, pouco depois de vencer a nomeação para o melhor clipe no Capital da Rússia Moscou com uma trilha sonora "I'm on You" feat. P Diddy. O clipe foi criado por um velho amigo de Timati e parceiro Pavel Hoodyakov na Costa Leste dos EUA.

## Discografia

### Álbuns de estúdio
| The Boss                                                                                      | - Lançamento: 13 de novembro de 2009 - Gravadora: Black Star - Formatos: CD, digital download | —  | —  | —  |
| Swagg                                                                                         | - Lançamento: 8 de junho de 2012 - Gravadora: Black Star - Formatos: CD, digital download     | 60 | 31 | 17 |
| "—" indica que a gravação não foi incluída nas paradas ou não foi distribuída naquela região. |                                                                                               |    |    |    |

## Singles

### Como artista principal
| Título                                                                                        | Ano  | Posições em paradas musicais | Posições em paradas musicais | Posições em paradas musicais | Posições em paradas musicais | Posições em paradas musicais | Posições em paradas musicais | Certificações                          | Álbum    |
| Título                                                                                        | Ano  | AUT                          | BEL                          | FRA                          | ALE                          | HOL                          | SUI                          | Certificações                          | Álbum    |
| --------------------------------------------------------------------------------------------- | ---- | ---------------------------- | ---------------------------- | ---------------------------- | ---------------------------- | ---------------------------- | ---------------------------- | -------------------------------------- | -------- |
| "Welcome to St. Tropez" (featuring Blue Marin)                                                | 2009 | —                            | —                            | —                            | —                            | —                            | 45                           |                                        | The Boss |
| "Groove On" (featuring Snoop Dogg)                                                            | 2009 | —                            | 21                           | —                            | 62                           | 88                           | —                            |                                        | The Boss |
| "Welcome to St. Tropez" (vs. DJ Antoine featuring Kalenna)                                    | 2011 | 4                            | 9                            | 7                            | 3                            | 10                           | 2                            | - BVMI: 3× Ouro - IFPI SUI: 3× Platina | Swagg    |
| "I'm On You" (with P. Diddy, DJ Antoine and Dirty Money)                                      | 2012 | —                            | 40                           | —                            | 50                           | —                            | 67                           |                                        | Swagg    |
| "Not All About the Money" (with La La Land featuring Timbaland and Grooya)                    | 2012 | 32                           | —                            | —                            | 29                           | —                            | 7                            |                                        | Swagg    |
| "—" indica que a gravação não foi incluída nas paradas ou não foi distribuída naquela região. |      |                              |                              |                              |                              |                              |                              |                                        |          |

## Prêmios

### Russian Music Awards MTV
- 2007: Best Hip-Hop Artist - 2007 (nomiado)
- 2008: Best Hip-Hop Artist - 2008 (nomiado)
- 2008: Best Artist - 2008 (nomiado)
- 2008: Best Male Act - 2008 (nomiado)

### MUZ-TV Awards
- 2009: Best Hip-Hop Artist - 2009 (nomiado)
- 2010: Best Hip-Hop Artist - 2010 (ganho)
- 2010: Best Album "The Boss" - 2010 (ganho)
- 2010: Best Video "Love You" - 2010 (ganho)
- 2011: Best Video "I'm on You" - 2010 (ganho)

### Europe Music Awards MTV
- Best Russian Act - 2009 (nomiado)
- Best Russian Act - 2010 (nomiado)
- Best Russian Act - 2011 (nomiado)

## Filmografia
- 2004: Countdown
- 2006: Heat
- 2008: Albania!
- 2008: Monday Twist

Translation dubbing:
- 2006: Arthur and the Minimoys
- 2007: Surf's Up